# Transformers: Exterminarea
Transformers: Age of Extinction (sau Transformers 4, în română Transformers: Exterminarea) este un film american științifico-fantastic de acțiune din 2014 bazat pe franciza Transformers. Este a patra parte a seriei de filme, cu Mark Wahlberg în rol principal, iar Peter Cullen își reia rolul ca vocea lui Optimus Prime. Este atât o continuare a filmului din 2011, Dark Of The Moon, cât și un reboot al francizei. Ca și filmele precedente, este regizat de Michael Bay, producătorul executiv fiind Steven Spielberg și scris de către Ehren Kruger. Filmul are o nouă distribuție de personaje umane, și alte personaje Transformers, incluzând Dinoboții pentru prima dată în serie. Personajele care se întorc sunt Optimus Prime, Bumblebee, Ratchet, Leadfoot, Brains și Megatron. A fost lansat pe data de 27 iunie 2014.
Recenziile au fost în mare parte negative, de la lansare. Filmul are un rating de 18% pe Rotten Tomatoes, fiind filmul cu cel mai mic rating din serie. A primit șapte nominalizări la Zmeura de Aur, inclusiv pentru Cel mai prost film, Bay și Kelsey Grammer câștigând premiile pentru Cel mai prost regizor și Cel mai prost actor în rol secundar. Totuși, mulți au apreciat efectele speciale, secvențele de acțiune, coloana sonoră a lui Steve Jablonsky și performanțele lui Wahlberg, Grammer și Stanley Tucci.
O continuare, intitulată  Transformers: Ultimul cavaler , a fost lansată în  anul 2017. Mark Wahlberg s-a întors în rolul principal, iar Michael Bay ca regizor.

## Distribuție
Mark Wahlberg în rolul Cade Yeager, un inventator.
Stanley Tucci în rolul Joshua Joyce, șeful arogant al KSI, care vrea să își construiască proprii roboți.
Kelsey Grammer în rolul Harold Attinger, un agent CIA care a creat The Cemetery Wind pentru eliminarea roboților.
Nicola Peltz în rolul Tessa Yeager, fiica lui Cade.
Jack Reynor în rolul Shane Dyson, un pilot de curse irlandez. 